# Manchester United F.C. mùa bóng 1927–28
Mùa giải 1927-28 là mùa giải thứ 32 của Manchester United F.C. ở The Football League.

## Giải bóng đá hạng nhất Anh
| Thời gian            | Đối thủ           | H/A | Tỷ số Bt-Bb | Cầu thủ ghi bàn                            | Số lượng khán giả |
| -------------------- | ----------------- | --- | ----------- | ------------------------------------------ | ----------------- |
| 27 tháng 8 năm 1927  | Middlesbrough     | H   | 3 – 0       | Spence (2), Hanson                         | 44,957            |
| 29 tháng 8 năm 1927  | The Wednesday     | A   | 2 – 0       | Hanson, Partridge                          | 17,944            |
| 3 tháng 9 năm 1927   | Birmingham        | A   | 0 – 0       |                                            | 25,863            |
| 7 tháng 9 năm 1927   | The Wednesday     | H   | 1 – 1       | McPherson                                  | 18,759            |
| 10 tháng 9 năm 1927  | Newcastle United  | H   | 1 – 7       | Spence                                     | 50,217            |
| 17 tháng 9 năm 1927  | Huddersfield Town | A   | 2 – 4       | Spence (2)                                 | 17,307            |
| 19 tháng 9 năm 1927  | Blackburn Rovers  | A   | 0 – 3       |                                            | 18,243            |
| 24 tháng 9 năm 1927  | Tottenham Hotspur | H   | 3 – 0       | Hanson (2), Spence                         | 13,952            |
| 1 tháng 10 năm 1927  | Leicester City    | A   | 0 – 1       |                                            | 22,385            |
| 8 tháng 10 năm 1927  | Everton           | A   | 2 – 5       | Bennion, Spence                            | 40,080            |
| 15 tháng 10 năm 1927 | Cardiff City      | H   | 2 – 2       | Spence, Sweeney                            | 31,090            |
| 22 tháng 10 năm 1927 | Derby County      | H   | 5 – 0       | Spence (3), Johnston, McPherson            | 18,304            |
| 29 tháng 10 năm 1927 | West Ham United   | A   | 2 – 1       | McPherson, own goal                        | 21,972            |
| 5 tháng 11 năm 1927  | Portsmouth        | H   | 2 – 0       | McPherson, own goal                        | 13,119            |
| 12 tháng 11 năm 1927 | Sunderland        | A   | 1 – 4       | Spence                                     | 13,319            |
| 19 tháng 11 năm 1927 | Aston Villa       | H   | 5 – 1       | Partridge (2), Johnston, McPherson, Spence | 25,991            |
| 26 tháng 11 năm 1927 | Burnley           | A   | 0 – 4       |                                            | 18,509            |
| 3 tháng 12 năm 1927  | Bury              | H   | 0 – 1       |                                            | 23,581            |
| 10 tháng 12 năm 1927 | Sheffield United  | A   | 1 – 2       | Spence                                     | 11,984            |
| 17 tháng 12 năm 1927 | Arsenal           | H   | 4 – 1       | Hanson, McPherson, Partridge, Spence       | 18,120            |
| 24 tháng 12 năm 1927 | Liverpool         | A   | 0 – 2       |                                            | 14,971            |
| 26 tháng 12 năm 1927 | Blackburn Rovers  | H   | 1 – 1       | Spence                                     | 31,131            |
| 31 tháng 12 năm 1927 | Middlesbrough     | A   | 2 – 1       | Hanson, Johnston                           | 19,652            |
| 7 tháng 1 năm 1928   | Birmingham        | H   | 1 – 1       | Hanson                                     | 16,853            |
| 21 tháng 1 năm 1928  | Newcastle United  | A   | 1 – 4       | Partridge                                  | 25,912            |
| 4 tháng 2 năm 1928   | Tottenham Hotspur | A   | 1 – 4       | Johnston                                   | 23,545            |
| 11 tháng 2 năm 1928  | Leicester City    | H   | 5 – 2       | Nicol (2), Spence (2), Hanson              | 16,640            |
| 25 tháng 2 năm 1928  | Cardiff City      | A   | 0 – 2       |                                            | 15,579            |
| 7 tháng 3 năm 1928   | Huddersfield Town | H   | 0 – 0       |                                            | 35,413            |
| 10 tháng 3 năm 1928  | West Ham United   | H   | 1 – 1       | Johnston                                   | 21,577            |
| 14 tháng 3 năm 1928  | Everton           | H   | 1 – 0       | Rawlings                                   | 25,667            |
| 17 tháng 3 năm 1928  | Portsmouth        | A   | 0 – 1       |                                            | 25,400            |
| 28 tháng 3 năm 1928  | Derby County      | A   | 0 – 5       |                                            | 8,323             |
| 31 tháng 3 năm 1928  | Aston Villa       | A   | 1 – 3       | Rawlings                                   | 24,691            |
| 6 tháng 4 năm 1928   | Bolton Wanderers  | A   | 2 – 3       | Spence, Thomas                             | 23,795            |
| 7 tháng 4 năm 1928   | Burnley           | H   | 4 – 3       | Rawlings (3), Williams                     | 28,311            |
| 9 tháng 4 năm 1928   | Bolton Wanderers  | H   | 2 – 1       | Johnston, Rawlings                         | 28,590            |
| 14 tháng 4 năm 1928  | Bury              | A   | 3 – 4       | Johnston, McLenahan, Williams              | 17,440            |
| 21 tháng 4 năm 1928  | Sheffield United  | H   | 2 – 3       | Rawlings, Thomas                           | 27,137            |
| 25 tháng 4 năm 1928  | Sunderland        | H   | 2 – 1       | Hanson, Johnston                           | 9,545             |
| 28 tháng 4 năm 1928  | Arsenal           | A   | 1 – 0       | Rawlings                                   | 22,452            |
| 5 tháng 5 năm 1928   | Liverpool         | H   | 6 – 1       | Spence (3), Rawlings (2), Hanson           | 30,625            |

| #  | Câu lạc bộ        | Tr | T  | H  | B  | Bt | Bb | Hs  | Điểm |
| -- | ----------------- | -- | -- | -- | -- | -- | -- | --- | ---- |
| 17 | West Ham United   | 42 | 14 | 11 | 17 | 81 | 88 | –7  | 39   |
| 18 | Manchester United | 42 | 16 | 7  | 19 | 72 | 80 | –8  | 39   |
| 19 | Burnley           | 42 | 16 | 7  | 19 | 82 | 98 | –16 | 39   |

## FA Cup
| Thời gian               | Vòng đấu      | Đối thủ          | H/A | Tỷ số Bt-Bb | Cầu thủ ghi bàn                         | Số lượng khán giả |
| ----------------------- | ------------- | ---------------- | --- | ----------- | --------------------------------------- | ----------------- |
| 14 tháng 1 năm 1928     | Vòng 3        | Brentford        | H   | 7 – 1       | Hanson (4), Johnston, McPherson, Spence | 18,538            |
| 28 tháng 1 năm 1928     | Vòng 4        | Bury             | A   | 1 – 1       | Johnston                                | 25,000            |
| ngày 1 tháng 2 năm 1928 | Vòng 4 Đá lại | Bury             | H   | 1 – 0       | Spence                                  | 48,001            |
| 18 tháng 2 năm 1928     | Vòng 5        | Birmingham       | H   | 1 – 0       | Johnston                                | 52,568            |
| 3 tháng 3 năm 1928      | Vòng 6        | Blackburn Rovers | A   | 0 – 2       |                                         | 42,312            |